# ديفيد أوليفر (لاعب هوكي الجليد)
ديفيد أوليفر هو لاعب هوكي الجليد كندي، ولد في 17 أبريل 1971 في سيتشيلت في كندا.

## وصلات خارجية
- ديفيد أوليفر على موقع دوري الهوكي الوطني (الإنجليزية)
- ديفيد أوليفر على موقع EliteProspects.com (الإنجليزية)
- ديفيد أوليفر على موقع HockeyDB.com (الإنجليزية)
- ديفيد أوليفر على موقع Hockey-Reference.com (الإنجليزية)